# John Cockett
John Cockett   (Broadstairs, 23 de desembre de 1927 - Felsted, 16 de febrer de 2020) va ser un jugador d'hoquei sobre herba anglès, guanyador d'una medalla olímpica. També va jugar a criquet.
Va estudiar a la Universitat de Cambridge, on va destacar tant en criquet com en hoquei sobre herba. Com a jugador de criquet era un batedor d'ordre mitjà, mentre que en l'hoquei jugava com a migcampista. De 1949 a 1962 va jugar regularment al Campionat de Criquet dels Comtats Minors amb el Buckinghamshire. En deixar Cambridge va passar a exercir de mestre a la Felsted School, on va ensenyar matemàtiques i fou entrenador de criquet i d'hoquei.
El 1952 va prendre part en els Jocs Olímpics de Hèlsinki, on guanyà la medalla de bronze en la competició d'hoquei sobre herba. Quatre anys més tard, als Jocs de Melbourne, fou quart en la mateixa  competició. Amb Anglaterra jugà 37 partits i amb la selecció britànica 18 partits. A nivell de clubs jugà amb el Chelmsford Hockey Club.